# Chlorure de mercure(II)
Pour les articles homonymes, voir Chlorure de mercure.
Le chlorure de mercure(II) ou chlorure mercurique est le composé chimique de formule HgCl2. Ce solide cristallin blanc est un réactif de laboratoire. Il était autrefois utilisé plus largement, cependant il est l'une des formes les plus toxiques du mercure parce qu'il est plus soluble dans l'eau que la plupart des autres composés du mercure.

## Production et propriétés basiques
Le chlorure mercurique est obtenu par action du chlore sur le mercure ou sur le chlorure de mercure(I) (calomel) ou par addition d'acide chlorhydrique à une solution concentrée et chaude d'un sel de mercure(I) comme le nitrate:
HgNO3 + 2 HCl → HgCl2 + H2O + NO2
En chauffant un mélange de sulfate de mercure(II) et de chlorure de sodium en poudre, le HgCl2 volatil se sublime et condense sous forme de petits cristaux rhombiques.
Le chlorure mercurique n'est pas un sel mais est formé de molécules linéaires triatomiques d'où sa tendance à la sublimation. Dans le cristal, chaque atome de mercure est lié à deux des ligands chlorure proches à une distance Hg–Cl de 238 pm et à quatre autres atomes de chlore un peu plus éloignés à 338 pm.
Sa solubilité augmente de 6 % à 20 °C à 36 % dans l'eau bouillante. En présence d'ions chlorure, il se dissous en donnant le complexe tétraédrique [HgCl4]2−.

## Utilisation
Le principal usage du chlorure de mercure(II) est comme catalyseur pour la conversion de l'acétylène en chlorure de vinyle, le précurseur du polychlorure de vinyle (PVC) :
C2H2 + HCl → CH2=CHCl
Pour cette réaction, le chlorure mercurique est adsorbé sur du carbone dans des concentrations de l'ordre de 5 % en poids. Cette technique a été éclipsée par le craquage thermique du 1,2-dichloroéthane. D'autres usages importants du chlorure mercurique incluent son utilisation comme dépolarisant dans les piles et comme réactif en synthèse organique et en chimie analytique (voir ci-dessous).
Il est utilisé dans la culture in vitro de tissus végétaux pour la stérilisation de la surface des explants tels que les feuilles ou les nœuds de tige.

### Réactif chimique
Le chlorure mercurique sert occasionnellement à former des amalgames avec d'autres métaux comme l'aluminium. Après traitement avec une solution aqueuse de chlorure de mercure (II), des bandes d'aluminium se recouvrent rapidement d'une mince couche d'amalgame. Normalement, l'aluminium est protégé par une fine couche d'oxyde qui le rend inerte. Une fois recouvert d'amalgame, l'aluminium peut subir toute sorte de réactions. Par exemple, il se dissout alors dans l'eau (cela peut être dangereux car du dihydrogène et la chaleur sont générés en quantité). Les halogènures organiques réagissent avec l'aluminium amalgamé suivant une réaction de Barbier. Les composés alkylaluminium obtenus sont nucléophiles et peuvent être utilisés comme des réactifs de Grignard (organomagnésiums). L'aluminium amalgamé est aussi utilisé comme agent de réduction en synthèse organique. Le zinc est aussi communément amalgamé en utilisant du chlorure mercurique.
Le chlorure de mercure(II) est utilisé pour enlever les groupes dithianes attachés à un carbonyle dans une réaction umpolung. Cette réaction exploite la forte affinité de l'ion Hg2+ pour les atomes de soufre.

### Utilisation historique en photographie
Le chlorure de mercure(II) a été utilisé comme amplificateur photographique pour produire des images positives avec le procédé collodion dans les années 1850. Quand il est appliqué à un négatif, le chlorure mercurique blanchit et épaissit l'image ce qui augmente l'opacité des ombres et crée l'illusion d'une image positive.

### Agent de conservation
Pour la conservation de spécimens anthropologiques et biologiques au cours de la fin du XIXe et début du XXe siècle, des objets ont été plongés dans ou peints avec une "solution mercurique", à la suite de travaux de Marie Thiroux d'Arconville. Des objets en vitrine ont été protégés par la diffusion de chlorure mercurique cristallin sur eux. Il a trouvé aussi un usage mineur dans le tannage et la préservation du bois qui était conservé par trempage dans une solution de chlorure de mercure(II) (kyanizing nommé d'après son inventeur John Howard Kyan). Le chlorure de mercure(II) est l'un des trois produits chimiques utilisés pour le traitement des traverses de bois de chemin de fer entre 1830 et 1856 en Europe et aux États-Unis. Des traverses ont été traitées aux États-Unis jusqu'à ce qu'il y ait des préoccupations liées à la pénurie de bois dans les années 1890. Ce procédé a été généralement abandonné parce que le chlorure de mercure(II) est soluble dans l'eau et donc pas efficace à long terme et est aussi toxique. En outre, des procédés de traitement de substitution, comme par le sulfate de cuivre, le chlorure de zinc et, finalement, par le créosote se sont révélés moins toxiques. Le kyanizing a été utilisé de façon limitée pour certaines voies de chemin de fer jusque dans les années 1890 et début 1900.

### En médecine
La syphilis a souvent été traitée avec du chlorure de mercure(II) avant l'avènement des antibiotiques. Il était inhalé ou ingéré, injecté et en application topique. L'intoxication au mercure est si courante que ses symptômes ont été confondus avec ceux de la syphilis

## Toxicité
Le chlorure mercurique est très toxique non seulement par intoxication aiguë, mais comme poison cumulatif.